# Jurské
Jurské (maďarsky Szepesszentgyörgy, německy Sankt-Georgen) je slovenskou obcí v kežmarském okrese Prešovského kraje. Leží v blízkosti vojenského výcvikového prostoru Javorina.